# Фариљано
Фариљано (итал. Farigliano) је насеље у Италији у округу Кунео, региону Пијемонт.
Према процени из 2011. у насељу је живело 1043 становника. Насеље се налази на надморској висини од 265 м.

## Становништво
Према резултатима пописа становништва 2011. у општини је живело 1.747 становника.
| 1936. | 1951. | 1961. | 1971. | 1981. | 1991. | 2001. | 2011. |
| ----- | ----- | ----- | ----- | ----- | ----- | ----- | ----- |
| 2.495 | 2.332 | 1.927 | 1.805 | 1.810 | 1.735 | 1.752 | 1.747 |

## Партнерски градови
- Pianezze